# Szabó Zsófia (kerékpárversenyző)
Szabó Zsófia (Mátészalka, 1997. január 3. –) magyar országútikerékpár-versenyző. 2024 végén visszavonult a versenyzéstől. A Semmelweis Egyetemen 2022-ben dietetikus végzettséget szerzett.

## Pályafutása
A csengeri sportoló szülővárosában több sportot (duatlon, triatlon, szertorna) kipróbált, a kerékpározás már ekkor is vonzotta. Debrecenbe járt középiskolába, ahol három évig úszott, ezt követően keresett fel egy kerékpáros egyesületet. Első országos bajnokságán az U19-es korcsoportban 3. helyet szerzett, de mivel 17 évesen állt át a kerékpárra, hamar felkerült az U23-as korcsoportba, így egy ideig nem tudott kiemelkedő eredményt elérni.
2018–2019-ben a belga Health Mate - Cyclelive Team tagja volt. 2019-ben megnyerte az országúti OB mezőnyversenyét, de a francia La Picto-Charentaise 8. és a belga MerXem Classic 10 helyét ennél is nagyobb eredménynek tartja. 2020-ban a belga Doltcini - Van Eyck Sport kontinentális csapat versenyzője volt.
2021–2022-ben a szintén kontinentális szintű luxemburgi Andy Schleck - CP NVST - Immo Losch színeiben tekert. 2021-ben az országúti OB mezőnyvesenyén bronzérmes lett, míg a pályakerékpáros országos bajnokságon megnyerte az 500 méteres időfutamot és a scratch versenyszámot. A 2022-es szezonban sérülésekkel és betegségekkel küzdött, nem ért el kiemelkedő eredményt. Amikor csapata megszűnt, ekkor felmerült, hogy befejezze pályafutását, de sikerült megegyeznie a belga Carbonbike Giordana by Gen Z klubcsapattal, ahol a következő két szezonban versenyzett.